# Broddenbjerg-guden
Broddenbjerg-guden er en gudestatue fra bronzealderen, fundet i foråret 1880 i en lille mose ved Broddenbjerg, nær Viborg. Statuen er fremstillet af en egegren og cirka en meter høj. Den forestiller tydeligt en mandlig gud. I toppen er der udskåret et ansigt med spids hage (måske skæg?), og i bunden deler figuren sig i tre – de to dele er figurens ben, mens den tredje er en ca. 30 cm lang penis. Statuen er kulstof 14-dateret til ca. 535-520 f.Kr.
Guden har sandsynligvis været opsat i Broddenbjerg-mosen i forbindelse med et vi (helligsted), da der samme sted blev fundet et stenalter af sammendyngede marksten.
Statuen er i dag i Nationalmuseet i København.